# Japodske urne
Japodske urne  grobni su spomenici od kamena u obliku kovčega u koje se stavljao pepeo pokojnika. Japodske urne pronađene su na područjima koja su nastanjivali Japodi, a najveći broj japodskih urni pronađeni su na raznim lokaliteta u okolici Bihaća, kao što su Golubić, Ribić, Ripač, Jezerine, Založje, i drugi. Vanjske plohe japodskih urni ukrašene su urezanim ili plastičnim figurama i prikazima usko vezanima za pogrebne kultove i rituale. Po načinu ukrašavanja mogu se podijeliti u dvije vremenske skupine. Starije urne, nastale od 6. do 4. stoljeća prije Krista, obuhvaćaju primjerke čiji su ukrasi stilski i sadržajno pod utjecajem arhajske grčke, a djelomično i situlske umjetnosti toga doba. Najčešći motivi prisutni na japodskim urnama su: povorka ratnika na konjima, usamljeni ratnik-pokojnik koji odlazi na konju u podzemni svijet, scena libacije (izlijevanja žrtvene tekućin)e, povorka žena, vjerojatno narikača, i sl. Skupini mlađih urni, nastalih u rimsko doba, od 1. do 4. stoljeća, pripadaju urne s natpisima na latinskom jeziku, a ukrašene su geometrijskim ornamentima i prizorima iz svakodnevnoga života, poput rozeta, ptica, dupina, čovjeka koji alatom obrađuje drvo, itd.